# The Original Soundtrack (radioprogramma)
The Original Soundtrack is een Belgisch radioprogramma over filmmuziek dat sinds 2012 wordt uitgezonden op de Vlaamse radiozender Klara. De eerste twee seizoenen werden gepresenteerd door Patrick Duynslaegher. De drie volgende seizoenen werden gepresenteerd door Bent Van Looy, telkens vanop een andere plek in Europa die werd gelinkt aan de filmgeschiedenis. Nadien kwam de presentatie in handen van filmjournalisten Robin Broos (ex-De Morgen) en Jeroen Struys (De Standaard). Sinds 2021 gebeurt de presentatie door Espresso-presentatrice Clara De Decker en Robin Broos. Rolly Smeets is de vaste producer en eindredacteur van het programma.
Op 10 september 2020 werd The Original Soundtrack genomineerd voor de Prix Europa voor het beste muziekprogramma op radio.
Op 4 oktober 2020 verscheen het boek The Original Soundtrack: Wat je moet weten over de beste filmmuziek aller tijden, geschreven door Robin Broos en uitgegeven bij Borgerhoff & Lamberigts.

## Concept
Met The Original Soundtrack wil de Vlaamse klassieke radiozender Klara filmmuziek onder de aandacht brengen, om zo een breder publiek aan te trekken. Nethoofd Chantal Pattyn omschreef het in 2014 als volgt: “Muziek is een aparte taal die je moet leren, maar mensen willen soms ook gewoon genieten. We moeten de mensen een verhaal vertellen dat ze wel begrijpen. Drie jaar geleden zijn we bijvoorbeeld begonnen met het programma The Original Soundtrack. Films als Dood in Venetië van Luchino Visconti of A Clockwork Orange van Stanley Kubrick zijn de beste promotiemachines ooit voor klassieke muziek.”
| Seizoen    | Periode                            | Herhaling                 | Presentatie                    | Korte inhoud |
| ---------- | ---------------------------------- | ------------------------- | ------------------------------ | --- |
| Seizoen 1  | 16 september 2012- 21 oktober 2012 | n.v.t.                    | Patrick Duynslaegher           | Patrick Duynslaegher praat zes zondagavonden met filmliefhebbers Bart De Pauw en Claude Blondeel.                                                           |
| Seizoen 2  | 15 september 2013- 20 oktober 2013 | n.v.t.                    | Patrick Duynslaegher           | Patrick Duynslaegher praat zes zondagavonden met elke week een andere filmliefhebber.                                                                       |
| Seizoen 3  | 21 september 2014- 19 oktober 2014 | 5 april 2015- 3 mei 2015  | Bent Van Looy                  | Bent Van Looy gidst de luisteraar vijf zondagavonden door zijn thuisstad Parijs aan de hand van filmmuziek in The Original Soundtrack - The French Edition. |
| Seizoen 4  | 27 september 2015- 25 oktober 2015 | 22 mei 2016- 19 juni 2016 | Bent Van Looy                  | Bent Van Looy neemt de luisteraar mee naar zijn Engeland aan de hand van filmmuziek in The Original Soundtrack - The UK Edition.                            |
| Seizoen 5  | 2 oktober 2016- 30 oktober 2016    | 9 april 2017- 7 mei 2017  | Bent Van Looy                  | Bent Van Looy gidst de luisteraar vijf zondagavonden door Italië aan de hand van filmmuziek in The Original Soundtrack - The Italian Edition.               |
| Seizoen 6  | 30 juni 2018- 1 september 2018     | n.v.t.                    | Robin Broos en Jeroen Struys   | Robin Broos en Jeroen Struys zoeken elke week naar de mooiste filmmuziek binnen een bepaald thema.                                                          |
| Seizoen 7  | 7 september 2019 - 20 oktober 2019 | podcast                   | Robin Broos en Jeroen Struys   | Robin Broos en Jeroen Struys zoeken elke week naar de mooiste filmmuziek binnen een bepaald thema.                                                          |
| Seizoen 8  | 24 oktober 2020                    | podcast                   | Robin Broos en Jeroen Struys   | Live-uitzending met de beste filmmuziek aller tijden, gekozen door de centrale gasten.                                                                      |
| Seizoen 9  | 23 oktober 2021                    | podcast                   | Robin Broos en Clara De Decker | Live-uitzending met de beste filmmuziek aller tijden, gekozen door de centrale gasten.                                                                      |
| Seizoen 10 | 22 oktober 2022                    |                           | Robin Broos en Clara De Decker | Live-uitzending met de beste filmmuziek aller tijden, gekozen door de centrale gasten.                                                                      |
| Seizoen 11 | 21 oktober 2023                    |                           | Robin Broos en Clara De Decker | Live-uitzending met de beste filmmuziek aller tijden, gekozen door de centrale gasten.                                                                      |
| Seizoen 12 | 16 oktober 2024                    |                           | Robin Broos en Clara De Decker | Live-uitzending met de beste filmmuziek aller tijden, gekozen door de luisteraar.                                                                           |

## Seizoenen

### Seizoen 1
In 2012 praat Patrick Duynslaegher zes zondagavonden met filmliefhebbers Bart De Pauw en Claude Blondeel. Voor De Pauw, een verwoed verzamelaar van filmmuziek, is het de eerste keer dat hij een radioprogramma presenteert.

### Seizoen 2
In 2013 praat Patrick Duynslaegher zes zondagavonden op rij met een andere filmkenner.
| Aflevering   | Uitzending        | Gast              | Onderwerp |
| ------------ | ----------------- | ----------------- | --- |
| Aflevering 1 | 15 september 2013 | Dirk Brossé       | Duynslaegher praat met componist en dirigent Dirk Brossé, die al met heel wat grote filmcomponisten samenwerkte. Hij vertelt verhalen uit eerste hand, onder meer over de piano van Georges Delerue en het sterfbed van Jerry Goldmsith. |
| Aflevering 2 | 22 september 2013 | Michiel Hendryckx | Duynslaegher praat met fotograaf Michiel Hendryckx over zijn liefde voor de Franse cinema. |
| Aflevering 3 | 29 september 2013 | Jos Van Den Bergh | Duynslaegher praat met Jos Van Den Bergh, coördinator van Cinema Zuid, over onder meer Scorsese en de doeltreffendheid van een goed gekozen popsong op een soundtrack.                                                                   |
| Aflevering 4 | 6 oktober 2013    | Eric de Kuyper    | Duynslaegher praat met auteur en regisseur Eric de Kuyper over de beste musicals en de pioniersjaren van Hollywood. |
| Aflevering 5 | 13 oktober 2013   | Steve Willaert    | Duynslaegher praat met componist Steve Willaert over de beste tv-scores en het genie van Alexandre Desplat. |
| Aflevering 6 | 20 oktober 2013   | Jonas Govaerts    | Duynslaegher praat met regisseur Jonas Govaerts over suspense en horror. |

### Seizoen 3
In 2014 presenteert muzikant Bent Van Looy vijf zondagavonden lang The Original Soundtrack - The French Edition. Aan de hand van filmmuziek gidst hij de luisteraar door zijn thuisstad Parijs, waar elke straat, elk parkje en elke brug over de Seine ooit weleens dienst heeft gedaan als filmdecor.
Op 24 september 2015 wordt The Original Soundtrack, the French Edition genomineerd voor de Prix Italia voor het beste muziekprogramma op radio.

### Seizoen 4
In 2015 presenteert Bent Van Looy vijf zondagavonden lang The Original Soundtrack - The UK Edition. Aan de hand van filmmuziek gidst hij de luisteraar door zijn Engeland: de heuvels van Hampshire met zijn prachtige cottages en kastelen, het Oxford van de roaring twenties, het Londen van de swinging sixties. En zijn verhaal begint op de ferry naar Dover.
| Aflevering   | Uitzending        | Onderwerp |
| ------------ | ----------------- | --- |
| Aflevering 1 | 27 september 2015 | Van Looy trekt langs de Britse kusten: Cornwall, Brighton en Dover, een plek waar opvallend veel filmmuziek in zit. Onder meer Brief Encounter, Rebecca en A Bridge too Far passeren de revue. |
| Aflevering 2 | 4 oktober 2015    | Van Looy trekt naar Oxford, en heeft het over Alice in Wonderland, Darling en Inspector Morse.                                                                                                 |
| Aflevering 3 | 11 oktober 2015   | Van Looy heeft het over de kitchen sink drama van de jaren 50 en de kleurrijke films van de jaren 60.                                                                                          |
| Aflevering 4 | 18 oktober 2015   | Van Looy trekt naar de English countryside. |
| Aflevering 5 | 25 oktober 2015   | Van Looy eindigt in de luxueuze en literaire Londense wijk Hampstead, en heeft het over Tinker Tailor Soldier Spy, Mary Poppins, Austin Powers en Bunny Lake Is Missing.                       |

### Seizoen 5
In 2016 presenteert Bent Van Looy vijf zondagavonden lang The Original Soundtrack - The Italian Edition. Aan de hand van filmmuziek gidst hij de luisteraar door Italië. Hij bezoekt de bekende toeristische plekken, maar legt ook regelmatig de filmcursus opzij om het over die minder ernstige genres te hebben waarin de Italianen ook uitblinken.
| Aflevering   | Uitzending      | Onderwerp |
| ------------ | --------------- | --- |
| Aflevering 1 | 2 oktober 2016  | Van Looy gaat in Rome op zoek naar de meest romantische filmlocaties, zoals de Trevifontein.                                                                                         |
| Aflevering 2 | 9 oktober 2016  | Van Looy trekt naar de EUR-wijk in Rome en bezoekt er onder meer het Colosseo Quadrato waar de geest van Mussolini nog rondwaart.                                                    |
| Aflevering 3 | 16 oktober 2016 | Van Looy trekt naar de Via Glorioso in Trastevere. In deze straat groeiden Ennio Morricone en Sergio Leone samen op.                                                                 |
| Aflevering 4 | 22 oktober 2016 | Van Looy heeft het over films met Caesar, Nero en Spartacus in de hoofdrol. |
| Aflevering 5 | 30 oktober 2016 | Van Looy maakt een laatste wandeling van de Spaanse trappen naar de oevers van de Tiber, en heeft het onder meer over John Keats, Pinokkio, Pablo Neruda en The Talented Mr. Ripley. |

### Seizoen 6
In de zomer van 2018 nemen filmjournalisten en concullega's Robin Broos (De Morgen) en Jeroen Struys (De Standaard) de presentatie van The Original Soundtrack over. In hun versie van het programma werken ze thematisch, en zoeken ze elke zaterdagavond naar de mooiste muzikale thema’s binnen een bepaald onderwerp, zoals de eerste kus, dieren, robots of auto's.
Broos en Struys schrijven ook een wekelijkse column over hun radioprogramma, elk voor hun eigen krant.
| Aflevering   | Uitzending       | Onderwerp         | Korte inhoud                                                                               |
| ------------ | ---------------- | ----------------- | ------------------------------------------------------------------------------------------ |
| Aflevering 1 | 30 juni 2018     | De eerste kus     | Broos en Struys zoeken naar filmmuziek bij scènes waarin gezoend wordt.                    |
| Aflevering 2 | 7 juli 2018      | The Jungle Book   | Broos en Struys hebben het over dieren in de cinema.                                       |
| Aflevering 3 | 14 juli 2018     | Drive             | Broos en Struys hebben het over hun favoriete filmscènes waarin auto's de hoofdrol spelen. |
| Aflevering 4 | 21 juli 2018     | We Are The Robots | Broos en Struys praten over films waarin robots een cruciale rol spelen.                   |
| Aflevering 5 | 28 juli 2018     | Tearjerkers       | Broos en Struys hebben het over de films waarbij ze het niet droog hielden.                |
| Aflevering 6 | 4 augustus 2018  | Halloween         | Broos en Struys hebben het over angst en spanning, gruwel en horror in de cinema.          |
| Aflevering 7 | 18 augustus 2018 | Dirty Dancing     | Broos en Struys kiezen muziek uit de meest swingende filmscènes.                           |
| Aflevering 8 | 25 augustus 2018 | We Can Be Heroes  | Broos en Struys hebben het over helden in de ruime betekenis van het woord.                |
| Aflevering 9 | 1 september 2018 | Monsters, Inc.    | Broos en Struys gaan op zoek naar de mooiste monsters van het witte doek.                  |

### Seizoen 7
In 2019 verhuist het programma opnieuw naar het najaar. Ook in hun tweede seizoen werken Broos en Struys thematisch. Het programma wordt nu ook als podcast aangeboden. Op 20 oktober maken ze een speciale aflevering op zondag met de beste filmmuziek aller tijden, gekozen door de luisteraars. Maestro Dirk Brossé is hun sidekick. Op 22 december maken ze opnieuw een speciale aflevering over filmcomponist John Williams naar aanleiding van de nieuwe film Star Wars: Episode IX: The Rise of Skywalker.
Broos schrijft ook elke week een column over het radioprogramma voor De Morgen.
| Aflevering   | Uitzending        | Onderwerp                        | Korte inhoud |
| ------------ | ----------------- | -------------------------------- | --- |
| Aflevering 1 | 7 september 2019  | Erotiek                          | Broos en Struys zoeken naar filmmuziek bij erotische scènes. |
| Aflevering 2 | 14 september 2019 | Flikken                          | Broos en Struys hebben het over flikken in de cinema. Ze praten ook met Julie Mahieu over de fictiereeks over De Dag. |
| Aflevering 3 | 21 september 2019 | La La Land                       | Broos en Struys hebben het over films die gaan over het leven in Hollywood. |
| Aflevering 4 | 28 september 2019 | Het weer                         | Broos en Struys zoeken naar filmfragmenten waarin het weer een cruciale rol speelt. Ze hebben ook weerman Frank Deboosere te gast. |
| Aflevering 5 | 5 oktober 2019    | Drank & drugs                    | Broos en Struys hebben het over de films waarin drank of drugs worden gebruikt. Of die onder invloed zijn ontstaan. Ze babbelen ook met zanger-muzikant Raymond van het Groenewoud over zijn soundtrack bij de Vlaamse film Crazy Love |
| Aflevering 6 | 12 oktober 2019   | Bill Murray                      | Broos en Struys zoeken muziek uit films met of over acteur Bill Murray. |
| Aflevering 7 | 19 oktober 2019   | Moonlight                        | Broos en Struys kiezen muziek uit films waarin de maan een cruciale rol speelt. En ze praten met ruimtevaarder Dirk Frimout |
| Special      | 20 oktober 2019   | De beste filmmuziek aller tijden | Broos en Struys stellen samen met de luisteraars een lijst samen met de beste filmmuziek voor een vier uur durende marathonuitzending. Maestro Dirk Brossé is hun sidekick.                                                            |
| Special      | 22 december 2019  | John Williams                    | Met Star Wars: Episode IX: The Rise of Skywalker zet John Williams een punt achter zijn carrière. Broos en Struys eren de componist in een speciale aflevering.                                                                        |

### Seizoen 8
Op zaterdag 24 oktober 2020 presenteerden Broos en Struys een live-uitzending van acht uur vanop de World Soundtrack Awards in Gent. Tijdens de uitzending passeerden gasten als componist en dirigent Dirk Brossé, scenarist Angelo Tijssens, regisseurs Eva Cools, Gilles Coulier en Sahim Omar Kalifa, muzikanten Jef Neve, Liesa Van der Aa en Isolde Lasoen, en filmcomponisten Hannes De Maeyer en David Martijn.
In de week voorgaand aan de uitzending maakten Broos en Struys elke ochtend een reportage voor het programma Espresso met daarin de focus op vijf Belgen die een grote invloed hebben gehad op een blockbuster. Het ging om pianist Jef Neve, violist Ginette Decuyper, jazzmuzikant Toots Thielemans en componisten Sven Faulconer en Alain Pierre.
Op 10 september 2020 werd The Original Soundtrack genomineerd voor de Prix Europa voor het beste muziekprogramma op radio.

### Seizoen 9
Op zaterdag 23 oktober 2021 presenteerden Broos en Clara De Decker een live-uitzending van acht uur vanop de World Soundtrack Awards in Gent. Tijdens de uitzending passeerden gasten als ‘Showbizz’ Bart Verbeeck, dj/producer Jimmy Dewit (Callboys), Albatros (televisieserie)-bedenkers Wannes Destoop en Dominique Van Malder, actrice Aminata Demba, filmexpert Britt Valkenborghs, regisseurs Kaat Beels en Nathalie Basteyns, VRT-filmjournalist Lieven Van Gils en documentairemaker Volkan Üce. Ook dirigent Dirk Brossé en componist Max Richter kwamen langs.
In de week voorgaand aan de uitzending maakte Broos elke ochtend een item voor het programma Espresso met daarin de focus op vijf rejected scores, ofwel muziek die nooit in de film is terechtgekomen. Het ging om de muziek van Alan Silvestri voor Mission: Impossible, van Jóhann Jóhannsson voor Blade Runner 2049, van Gabriel Yared voor Troy, van Brian Clifton voor The Mission en een song van Radiohead voor Spectre.

### Seizoen 10
Op zaterdag 22 oktober 2022 presenteerden Broos en Clara De Decker een live-uitzending van acht uur vanop de World Soundtrack Awards in Gent. Tijdens de uitzending passeerden gasten als Sven De Ridder, Anke Brouwers, Lukas Dhont, Elisabeth Lucie Baeten, Flo Van Deuren, Kato De Boeck, Ronny Mosuse, Kawtar Ehlalouch en Ruben De Gheselle. Ook Max Richter, Bruno Coulais, Mark Isham, Dirk Brossé en Tom 'Pélé' Peeters kwamen langs. 
In de week voorgaand aan de uitzending maakte Broos elke ochtend een item voor het programma Espresso met daarin de focus op vijf begingenerieken van televisieseries, waaronder The Crown van Hans Zimmer, Professor T. van Hannes De Maeyer, Succession van Nicolas Britell, Chernobyl van Hildur Guðnadóttir en The Mandalorian van Ludwig Göransson. 

### Seizoen 11
Op zaterdag 21 oktober 2023 presenteerden Broos en Clara De Decker een live-uitzending van acht uur vanop de World Soundtrack Awards in De Krook in Gent. Tijdens de uitzending passeerden gasten als Sander Gillis, Patricia Vanneste, Tim Mielants, Lidewij Nuitten, Stan Lee Cole, Mounir Hathout, Fien Troch, Anthony Nti en Chingiz Karibekov. 
In de week voorgaand aan de uitzending maakte Broos elke ochtend een item voor het programma Espresso met daarin de focus op vijf muzikale logo's van Hollywood-studio's.

### Seizoen 12
Op woensdag 16 oktober 2024 presenteerden Broos en Clara De Decker een live-uitzending van zes uur vanop de World Soundtrack Awards in het Film Fest Café van Film Fest Gent in Gent. Tijdens de uitzending passeerden gasten als Dirk Brossé, Nainita Desai, Natalie Holt, Martin Phipps, Sander De Keere en Geert Hellings. De playlist werd samengesteld op basis van verzoekjes van de luisteraar. Muziek uit de films Out of Africa, The Piano en Once Upon a Time in the West werd het vaakst aangevraagd.

## Cd en boek
Bij de eerste vijf seizoenen van The Original Soundtrack hoorde ook een 3 cd-box.
Op 4 oktober 2020 verscheen The Original Soundtrack: Wat je moet weten over de beste filmmuziek aller tijden. Het is een weetjesboek met verhalen en anekdotes over de beste filmmuziek aller tijden geschreven door filmjournalist Robin Broos en uitgegeven bij Borgerhoff & Lamberigts.

## Leuven Jazz
Tijdens het jazzfestival Leuven Jazz in 2019 brachten Broos en Struys tweemaal een aangepast programma over jazzmuziek in film voor een live publiek in Cinema ZED. De eerste voorstelling ging vooraf aan de vertoning van Meeuwen sterven in de haven, de tweede aan de tekenfilm The Jungle Book.